# Truman Bodden Sports Complex
Der Truman Bodden Sports Complex ist ein Sportzentrum mit Fußballstadion in George Town, Cayman Islands. Es ist nach Truman Bodden, einem 1945 geborenen Politiker der Cayman Islands, benannt.
Im Komplex gibt es ein 25-Meter-Schwimmbecken mit 6 Bahnen, ein 50-Meter-Becken mit 10 Bahnen und Tribünen für 2.000 Zuschauer, einen Leichtathletikanlage, einen Platz für Basketball und Netball sowie ein 3.000 Zuschauern Platz bietendes Stadion, das für Fußball und andere Feldsportarten genutzt wird. Die Qualifikationsspiele für die Fußball-Weltmeisterschaften 2010 und 2014 wurden hier ausgetragen.
Hier wurde außerdem die CONCACAF U-20-Meisterschaft der Frauen 2014 ausgetragen.